# 婺州
婺州（ぶしゅう）は、中国にかつて存在した州。隋代から元初にかけて、現在の浙江省金華市一帯に設置された。

## 隋代
589年（開皇9年）、隋が南朝陳を滅ぼすと、東陽郡が廃止されて婺州が置かれた。607年（大業3年）に州が廃止されて郡が置かれると、婺州は東陽郡と改称され、下部に4県を管轄した。隋代の行政区分に関しては下表を参照。
| 隋代の行政区画変遷 | 隋代の行政区画変遷                                      | 隋代の行政区画変遷 | 隋代の行政区画変遷          |
| 区分               | 開皇元年                                                | 区分               | 大業3年                     |
| ------------------ | ------------------------------------------------------- | ------------------ | --------------------------- |
| 州                 | 東揚州                                                  | 郡                 | 東陽郡                      |
| 郡                 | 東陽郡                                                  | 県                 | 金華県 永康県 烏傷県 信安県 |
| 県                 | 長山県 太末県 建徳県 豊安県 永康県 烏傷県 信安県 定陽県 | 県                 | 金華県 永康県 烏傷県 信安県 |

## 唐代
621年（武徳4年）、唐が李子通を平定すると、東陽郡は婺州と改められた。742年（天宝元年）、婺州は東陽郡と改称された。758年（乾元元年）、東陽郡は婺州の称にもどされた。婺州は江南東道に属し、金華・東陽・義烏・永康・武成・浦陽・蘭渓の7県を管轄した。

## 宋代
宋のとき、婺州は両浙路に属し、金華・東陽・義烏・永康・武義・浦江・蘭渓の7県を管轄した。

## 元代
1276年（至元13年）、元により婺州は婺州路に昇格した。婺州路は江浙等処行中書省に属し、録事司と金華・東陽・義烏・永康・武義・浦江の6県と蘭渓州を管轄した。1358年、朱元璋により婺州路は寧越府と改められた。1360年、寧越府は金華府と改称された。